# Mignon Dunn
Mignon Dunn (ur. 17 czerwca 1928 w Memphis w stanie Tennessee) – amerykańska śpiewaczka operowa, mezzosopran.

## Życiorys
Studiowała na Southwestern University w Memphis. Dzięki stypendiom przyznanym przez Metropolitan Opera kontynuowała naukę w Nowym Jorku u Karin Branzell i Beverley Johnson. Zadebiutowała w 1955 roku w Nowym Orleanie tytułową rolą w Carmen. W 1956 roku wystąpiła z New York City Opera w operze Williama Waltona Troilus and Cressida. W 1958 roku debiutowała rolą Niani w Borysie Godunowie Modesta Musorgskiego w Metropolitan Opera, z którą związana była przez następne lata. Przez dłuższy czas występowała w rolach drugoplanowych: Preziosilla w Mocy przeznaczenia, Marcelina w Weselu Figara, Emilia w Otellu, Fenena w Nabucco, Mirabella w Baronie cygańskim. W 1973 roku odniosła sukces jako Azucena w Trubadurze i odtąd wykonywała duże role takie jak Ebola w Don Carlosie, Dalila w Samsonie i Dalili, Amneris w Aidzie, Brangena w Tristanie i Izoldzie, Santuzza w Rycerskości wieśniaczej, Ortruda w Lohengrinie. Gościnnie śpiewała w San Francisco, Londynie, Paryżu, Berlinie, Hamburgu, Mediolanie i Wiedniu.
W 1972 roku poślubiła dyrygenta Kurta Klippstättera.